# Serpon Sugar Mill
Serpon Sugar Mill ist ein Baudenkmal in Belize. Es besteht aus den Überbleibseln einer Dampf-getriebenen Zuckerfabrik (sugar mill). Mit der Eröffnung 1865 war der Anfang des Industriezeitalters in Belize verbunden. Das Gelände liegt in der Nähe des Dorfes Sittee River im Stann Creek District.

## Geschichte
Der Anbau von Zuckerrohr war bereits in Belize verbreitet, bevor das Gebiet eine Britische Kolonie (British Honduras) wurde. Um 1848 brachten die Maya und Mestizo-Flüchtlinge des Caste War in Yucatán den Anbau mit. Nach dem Amerikanischen Bürgerkrieg 1865 kamen amerikanische Emigranten aus den südlichen Vereinigten Staaten ins Land, die umfangreich in die Zuckerplantagen und kleine Zuckerfabriken in den südlichen Regionen des heutigen Belize investierten.
Serpon Estate wurde von William Bowman, einem Schotten, erbaut. 1863 begannen Bowman und die Eigentümer einer anderen Plantage, Regalia, eine weitere Fabrik mit zwei dampfgetriebenen Zuckermühlen zu errichten, damit begann die Industrialisierung in Belize. Teile der Zuckermühle in Serpon wurden von Stewart and Company in Glasgow hergestellt und Crusher, Boiler, Beam Engine (Dampfmaschine) und Ofen (furnace) waren alle dampfgetrieben. Zu Hochzeiten wurden in der Serpon Sugar Mill mehr als 770 kg Zucker pro Monat hergestellt. Zusammen mit dem Ertrag der Regalia Mill bildete dies 30 Jahre lang den Hauptteil der Zuckerindustrie von Belize.
Am Anfang des 20. Jahrhunderts jedoch verlagerte sich die Zuckerproduktion zunehmend in die Distrikte Corozal und Orange Walk. Serpon und Regalia Mill wurden 1910 aufgegeben.
2009 wurden die Ruinen der Serpon Sugar Mill als archäologisches Reservat ausgewiesen.